# The Hitchhiker’s Guide to the Galaxy (videójáték)
A The Hitchhiker’s Guide to the Galaxy interaktív videójáték Douglas Adams Galaxis útikalauz stopposoknak című sci-fi sorozata lapján készült. Tervezője Douglas Adams és Steve Meretzky, először 1984 szeptemberében jelent meg az Infocom fejlesztésében Apple II, Macintosh, Commodore 64, DOS, Amiga, Atari 8-bit és Atari ST gépekre.

## Feelies
Az Infocom által forgalmazott játékok legtöbbjéhez a feelies néven elterjedt tartozékok voltak, ezek a játékkal kapcsolatos bónusz tárgyak. A Galaxis útikalauz dobozában a következők voltak:
- egy Don't Panic feliratú kitűző, nagy, barátságos betűkkel feliratozva
- egy kis műanyag tasak, benne egy vattapamaccsal
- Arthur Dent házának elpusztítására irányuló parancs
- a Föld elpusztítására irányuló parancs vogon nyelven (valójában cirill betűs kriptogrammal írva)
- egy üres nejlonzacskó, benne egy hivatalos mikroszkopikus űrflottával
- veszélyre elsötétülő napszemüveg (valójában egy nem átlátszó sötét napszemüveg)
- egy „Hányszor történet ez meg veled?” című reklámanyag az útikalauzhoz

## Fogadtatás
A játék egyike lett az Infocom legsikeresebb játékainak, és 1985 egyik legjobb játéka lett 250 000 eladott példánnyal csak a megjelenés évében.

## Folytatás
Egy tervezett folytatás, mely Milliways: The Restaurant at the End of the Universe címmel jelent volna meg, problémákba ütközött, és 1989-ben törölték is a tervet. Ennek okai voltak, hogy „nem volt biztos játéktervezet, nem volt, aki a programozza, plusz az Infocom gazdasági gondjai.” A játék kezdeti jelenetei 2008 áprilisában kiszivárogtak, de a jelentős része végül is nem készült el a projekt törlése miatt.